# August Gathy
François Servais Auguste Gathy (* 14. Mai 1800 in Lüttich; † 8. April 1858 in Paris) war ein belgischer Musikschriftsteller und Übersetzer.

## Leben
Als Kind stürzte Gathy von einer Schaukel. Später litt er deshalb an einem verkrümmten Rückgrat und blieb von kleiner Statur. Die Missbildung schränkte auch seine Berufswahl ein.
1821 ging Gathy nach Hamburg und wurde Buchhalter in der Buchhandlung von Hoffmann & Campe. Mit Julius Campe verkehrte er auch privat. 1825 lernte er durch ihn Heinrich Heine kennen, den er zeitlebens sehr verehrte.
1828 bis 1830 studierte er in Dessau Musik bei Friedrich Schneider. Anschließend lebte er wieder in Hamburg, wo er 1835 eine Zeitschrift namens Musikalisches Conversations-Blatt herausgab. Ab 1841 war er als Musiklehrer in Paris tätig.
Er schrieb für zahlreiche Musikzeitschriften, insbesondere für Robert Schumanns Neue Zeitschrift für Musik, mit dem er 1835 bis 1853 zugleich eine intensive Korrespondenz führte.

## Werke
- Ironie des Lebens, in zwanglosen Heften von zwanglosen Leuten. Hamburg: Hoffmann & Campe 1830
- Briefe aus Paris, geschrieben während der großen Volkswoche im Juli 1830 von einem deutschen Augenzeugen an seinen Freund in Deutschland. Hamburg: Hoffmann und Campe 1831
- Musikalisches Conversations-Blatt. Musikfreunden und Künstlern geweiht, Hamburg-Leipzig: Schuberth & Niemeyer 1835
- Cavalcada, eine Skizze aus dem Leben und Treiben der Guerra’schen Kunstreitergesellschaft. Hrsg. von A. G., Mitverf. der Ironie des Lebens, Hamburg: Hoffmann und Campe 1838
- Erinnerungen an das erste Norddeutsche Musikfest zu Lübeck. Den theilnehmenden Kunstfreunden gewidmet. Hamburg: Niemeyer 1840 (Digitalisat)
- Musikalisches Conversations-Lexikon. Encyklopädie der gesammten Musik-Wissenschaft für Künstler, Kunstfreunde und Gebildete. Hamburg: Niemeyer 1835; 2. Aufl. 1840 (Digitalisat)
- Musicalische Wanderungen durch Deutschland. In Briefen von H. Berlioz. Aus dem Französischen von A. Gathy. Hamburg: Niemeyer 1844
- Gondolierlied, in: Beethoven-Album. Ein Gedenkbuch dankbarer Liebe und Verehrung für den grossen Todten, hrsg. von Gustav Schilling, Stuttgart: Hallberger 1846, S. 294 (Digitalisat)